# Variedad lineal
En geometría y álgebra, una variedad lineal es el conjunto de soluciones de un sistema de ecuaciones lineales. Geométricamente, es la generalización a cualquier número de dimensiones de las rectas y los planos. También es el concepto análogo al de subespacio vectorial en el ámbito de la geometría afín (es decir, una variedad lineal es la denominación correcta de lo que intuitivamente denominaríamos «subespacio afín»).

## Definición
Sea un subconjunto no vacío X de un espacio vectorial E sobre K, X se llama  variedad lineal en E si 
para todo f, g de X y todo α, β  de K :   α f +  β g está en X.

## En espacio afín
Sea {\displaystyle \mathbb {K} } un cuerpo. Sea {\displaystyle (\mathbb {A} ,E,\varphi )} un espacio afín definido sobre {\displaystyle \mathbb {K} }. Se dice que {\displaystyle V\subset \mathbb {A} } es una variedad lineal si {\displaystyle V} es también un espacio afín {\displaystyle (V,F,\varphi ')} definido sobre cierto espacio vectorial {\displaystyle F\subseteq E} y con cierta aplicación {\displaystyle \varphi '}.

### Definiciones alternativas
Siguiendo con la notación anterior, si {\displaystyle E} es el espacio vectorial asociado a {\displaystyle \mathbb {A} }, se dice que {\displaystyle V\subseteq \mathbb {A} } es variedad lineal si existen un subespacio vectorial {\displaystyle F\subseteq E} y un {\displaystyle p\in \mathbb {A} } de manera que {\displaystyle V=p+F=\{p+u:u\in F\}}.

#### Equivalencia con la primera definición
Vamos a ver que todo subconjunto {\displaystyle V\subseteq \mathbb {A} } definido como {\displaystyle V=p+F=\{p+v:v\in V\}} es, en efecto, un espacio afín {\displaystyle (V,F,\varphi \vert _{V\times V})} definido sobre el espacio vectorial {\displaystyle F\subseteq E} y con {\displaystyle \varphi \vert _{V\times V}} la restricción de {\displaystyle \varphi } a los elementos de {\displaystyle V}, por lo que {\displaystyle V} es una variedad lineal según la primera definición:
| Si consideramos {\displaystyle V=p+F=\{p+u:u\in E\}\subseteq \mathbb {A} }, entonces {\displaystyle (V,F,\varphi \vert _{V\times V})} es un espacio afín. |
| Para que {\displaystyle (V,F,\varphi \vert _{V\times V})} sea un espacio afín, hace falta que: (1) {\displaystyle V} sea un conjunto no vacío, lo que es cierto, pues {\displaystyle 0\in F} por ser {\displaystyle F} un subespacio vectorial, y entonces {\displaystyle p=p+{\vec {pp}}=p+0\in V\Rightarrow V\neq \emptyset .} (2) {\displaystyle F} sea un espacio vectorial, lo que es cierto porque {\displaystyle F\subseteq E} es un subespacio vectorial de {\displaystyle E} y todo subespacio vectorial es un espacio vectorial. (3) La aplicación {\displaystyle \varphi \vert _{V\times V}:V\times V\rightarrow F,\quad (q,r)\mapsto \varphi \vert _{V\times V}(q,r)=\varphi (q,r)} esté bien definida, y que tenga las propiedades que debe tener una aplicación {\displaystyle \varphi } para definir un espacio afín. Veamos las tres propiedades: (i) Está bien definida: Supongamos que {\displaystyle q,r\in V}. Tenemos que ver que {\displaystyle \varphi \vert _{V\times V}(q,r)\in F}. Por definición de {\displaystyle \varphi \vert _{V\times V}} y como {\displaystyle \varphi } define un espacio afín: {\displaystyle \varphi \vert _{V\times V}(q,r)=\varphi (q,r)=\varphi (q,p)+\varphi (p,r)=\varphi (p,r)-\varphi (p,q)} Como {\displaystyle q,r\in V=p+F\Rightarrow q=p+u,u\in F} y {\displaystyle r=p+v,v\in F}. Pero entonces {\displaystyle \varphi (p,q)=u\in F} y {\displaystyle \varphi (p,r)=v\in F}. Como F es un subespacio vectorial, obtenemos que {\displaystyle \varphi \vert _{V\times V}(q,r)=\varphi (p,r)-\varphi (p,q)\in F}, como queríamos ver. (ii) Tenemos que ver que, fijado {\displaystyle q\in V} arbitrario, la aplicación {\displaystyle \varphi \vert _{V\times V_{q}}:V\rightarrow F,\quad r\mapsto \varphi \vert _{V\times V_{q}}(r)=\varphi \vert _{V\times V}(q,r)=\varphi (q,r)=\varphi _{q}(r)} es biyectiva. Veamos que es inyectiva: Supongamos que {\displaystyle \varphi \vert _{V\times V_{q}}(r)=\varphi \vert _{V\times V_{q}}(r')}. Vamos a ver que, necesariamente, {\displaystyle r=r'}. Como {\displaystyle \varphi } define un espacio afín en {\displaystyle \mathbb {A} }, {\displaystyle \varphi \vert _{V\times V_{q}}(r)=\varphi \vert _{V\times V_{q}}(r')\Rightarrow \varphi _{q}(r)=\varphi _{q}(r')\Rightarrow r=r'} Veamos que es exhaustiva: Sea {\displaystyle u\in F} arbitrario. Tenemos que ver que {\displaystyle \exists r\in V:\varphi \vert _{V\times V_{q}}(r)=u\Leftrightarrow \exists r\in V:\varphi _{q}(r)=u}, lo cual es cierto porque {\displaystyle \varphi } define un espacio afín en {\displaystyle \mathbb {A} }. Como {\displaystyle \varphi \vert _{V\times V_{q}}} es inyectiva y exhaustiva, es, por definición biyectiva, como queríamos ver. (iii) Tenemos que ver que dados {\displaystyle q,r,s\in V} arbitrarios, {\displaystyle \varphi \vert _{V\times V}(q,s)=\varphi \vert _{V\times V}(q,r)+\varphi \vert _{V\times V}(r,s)}. Como {\displaystyle \varphi } define un espacio afín en {\displaystyle \mathbb {A} }, {\displaystyle \varphi \vert _{V\times V}(q,r)+\varphi \vert _{V\times V}(r,s)=\varphi (q,r)+\varphi (r,s)=\varphi (q,s)} Por lo tanto, {\displaystyle (V,F,\varphi \vert _{V\times V})} es un espacio afín y {\displaystyle V=p+F}, una variedad lineal. {\displaystyle \quad \square } |

Para acabar de demostrar que las dos definiciones son equivalentes, vamos a ver el recíproco: si tenemos un subconjunto {\displaystyle V\subseteq \mathbb {A} } tal que es un espacio afín {\displaystyle (V,F,\varphi ')} sobre un espacio vectorial {\displaystyle F\subseteq E} y con una aplicación {\displaystyle \varphi '}, entonces {\displaystyle V} se puede expresar como {\displaystyle V=p+G=\{p+u,u\in G\}}, con {\displaystyle p\in V}y {\displaystyle G} subespacio vectorial de {\displaystyle E}. Vamos a ver que {\displaystyle V} se puede expresar como {\displaystyle V=p+F}.
| Si {\displaystyle (V,F,\varphi ')} es un espacio afín, entonces {\displaystyle V=p+F=\{p+u,u\in F\}}, donde {\displaystyle p\in V}. |
| Si {\displaystyle (V,F,\varphi ')} es un espacio afín, {\displaystyle V} es no vacío, por lo que podemos tomar {\displaystyle p\in V}. Vamos a ver la igualdad de conjuntos {\displaystyle V=p+F=\{p+u,u\in F\}} . Sea {\displaystyle q\in p+F} arbitrario: {\displaystyle q\in p+F\Leftrightarrow q=p+u,u\in F\Leftrightarrow q\in V} La última equivalencia porque la aplicación punto más vector en un espacio afín está definida en los conjuntos {\displaystyle V\times F\rightarrow V}, por lo que la imagen de {\displaystyle (p,u)\in V\times F} es un elemento de {\displaystyle V}. {\displaystyle \quad \square } |

## Operaciones con variedades lineales

### Intersección
Dado un cuerpo {\displaystyle \mathbb {K} } y un espacio afín {\displaystyle (\mathbb {A} ,E,\varphi )} definido sobre {\displaystyle \mathbb {K} } y dadas dos variedades lineales {\displaystyle V=p+F}, {\displaystyle W=q+G}, con {\displaystyle p,q\in \mathbb {A} } y {\displaystyle F,G\subseteq E} subespacios, definimos la intersección de {\displaystyle V} y {\displaystyle W} como
{\displaystyle V\cap W=\{p\in \mathbb {A} :p\in V,p\in W\}}.
Diremos que {\displaystyle V} y {\displaystyle W} se cortan si {\displaystyle V\cap W\neq \emptyset }.
| {\displaystyle V=p+F} y {\displaystyle W=q+G} se cortan si y solo si {\displaystyle {\vec {pq}}\in F+G} |
| Demostramos la equivalencia demostrando la implicación de izquierda a derecha y viceversa. {\displaystyle (\Rightarrow )} {\displaystyle V} y {\displaystyle W} se cortan {\displaystyle \Rightarrow \exists r\in V\cap W\Rightarrow r=p+u,u\in F} y {\displaystyle r=q+v,v\in G\Rightarrow {\vec {pr}}=u\in F} y {\displaystyle {\vec {qr}}=v\in G\Rightarrow } {\displaystyle \Rightarrow {\vec {pr}}-{\vec {qr}}=u-v\Rightarrow {\vec {pr}}+{\vec {rq}}=u-v\Rightarrow {\vec {pq}}=u-v\in F+G} {\displaystyle (\Leftarrow )} {\displaystyle {\vec {pq}}\in F+G\Rightarrow {\vec {pq}}=u+v,u\in F,v\in G.} {\displaystyle q=p+{\vec {pq}}=p+u+v\Rightarrow W\ni q-v=p-u\in V\Rightarrow q-v\in V\cap W\Rightarrow V\cap W\neq \emptyset \Rightarrow V,W} se cortan. {\displaystyle \square } |

Esto nos permite afirmar que si {\displaystyle V} y {\displaystyle W} se cortan, entonces {\displaystyle V\cap W} es una variedad lineal, pues si {\displaystyle V} y {\displaystyle W} tienen un punto {\displaystyle a\in \mathbb {A} } en común, entonces
| {\displaystyle V\cap W=a+(F\cap G)} |
| Vemos la igualdad entre los conjuntos viendo que el primero está contenido en el segundo y viceversa. Tenemos que {\displaystyle a\in V\cap W\Rightarrow a\in V} y {\displaystyle a\in W}, por lo que podemos escribir {\displaystyle V=a+F,\quad W=a+G}. {\displaystyle (\subseteq )} Sea {\displaystyle m\in V\cap W} arbitrario {\displaystyle \Rightarrow m=a+u,u\in F} y {\displaystyle m=a+v,v\in G\Rightarrow } {\displaystyle \Rightarrow u={\vec {am}}=v\in F\cap G\Rightarrow m=a+u\in a+(F\cap G)} {\displaystyle (\supseteq )} Sea {\displaystyle m\in a+(F\cap G)\Rightarrow m=a+u,u\in F\cap G\Rightarrow m=a+u,u\in F} y {\displaystyle m=a+u,u\in G\Rightarrow } {\displaystyle \Rightarrow m\in V} y {\displaystyle m\in W\Rightarrow m\in V\cap W\quad \square } |

y esta es la forma que tienen en general las variedades lineales.

### Suma
Dado un cuerpo {\displaystyle \mathbb {K} } y un espacio afín {\displaystyle (\mathbb {A} ,E,\varphi )} definido sobre {\displaystyle \mathbb {K} } y dadas dos variedades lineales {\displaystyle V=p+F}, {\displaystyle W=q+G}, con {\displaystyle p,q\in \mathbb {A} } y {\displaystyle F,G\subseteq E} subespacios, definimos la suma de {\displaystyle V} y {\displaystyle W} como la variedad lineal más pequeña que contiene a {\displaystyle V} y a {\displaystyle W} a la vez, y la denotamos como {\displaystyle V\lor W}.
{\displaystyle V\lor W} es una variedad lineal, pues
| Si {\displaystyle V=p+F} y {\displaystyle W=q+G} son variedades lineales y {\displaystyle [A]} denota el espacio vectorial generado por el conjunto de vectores {\displaystyle A}, entonces {\displaystyle V\lor W=p+(F+G+[{\vec {pq}}])} |
| Vemos la igualdad entre conjuntos viendo que el primero está contenido en el segundo y viceversa. {\displaystyle (\subseteq )} Veremos que {\displaystyle V,W\subseteq p+(F+G+[{\vec {pq}}]).} Entonces, por definición de {\displaystyle V\lor W}, tendremos que {\displaystyle V\lor W\subseteq p+(F+G+[{\vec {pq}}]),} como queremos ver. Sea {\displaystyle m\in V} arbitrario. {\displaystyle m\in V=p+F\Rightarrow m=p+u,\quad u\in F\Rightarrow m=p+u,u\in F+G+[{\vec {pq}}]\Rightarrow m\in p+(F+G+[{\vec {pq}}]).} Por tanto, {\displaystyle V\subseteq p+(F+G+[{\vec {pq}}])}. Sea {\displaystyle m\in W} arbitrario. {\displaystyle m\in W=q+G\Rightarrow m=q+v,\quad v\in G\Rightarrow {\vec {qm}}\in G.} Por otro lado, {\displaystyle {\vec {pm}}={\vec {pq}}+{\vec {qm}}}. Como {\displaystyle {\vec {pq}}\in [{\vec {pq}}]} y, por lo anterior, {\displaystyle {\vec {qm}}\in G}, tenemos que {\displaystyle {\vec {pm}}\in G+[{\vec {pq}}]\subseteq F+G+[{\vec {pq}}]\Rightarrow m=p+u,\quad u\in F+G+[{\vec {pq}}]\Rightarrow m\in p+(F+G+[{\vec {pq}}]).} Por tanto, {\displaystyle W\subseteq p+(F+G+[{\vec {pq}}])}. Así, como {\displaystyle V,W\subseteq p+(F+G+[{\vec {pq}}]),} por definición de {\displaystyle V\lor W}, {\displaystyle V\lor W\subseteq p+(F+G+[{\vec {pq}}])}. {\displaystyle (\subseteq )} Sea {\displaystyle T} una variedad lineal arbitraria que contenga a {\displaystyle V} y a {\displaystyle W}. En particular, {\displaystyle p\in T} y podemos, pues, escribir {\displaystyle T=p+H}, con {\displaystyle H} cierto espacio vectorial. Tenemos que {\displaystyle p+F=V\subseteq T=p+H\Rightarrow F\subseteq H}. Por otro lado, {\displaystyle q+G=W\subseteq T=p+H\Rightarrow G\subseteq H} y {\displaystyle q\in T}. Como {\displaystyle p\in T}, entonces {\displaystyle {\vec {pq}}\in H\Rightarrow [{\vec {pq}}]\subseteq H}. Así, hemos obtenido que {\displaystyle F,G,[{\vec {pq}}]\subseteq H\Rightarrow p+(F+G+[{\vec {pq}}])\subseteq T.} Es decir, culaquier variedad lineal que contenga a {\displaystyle V} y a {\displaystyle W} contiene necesariamente a {\displaystyle p+(F+G+[{\vec {pq}}])}. Por definición, {\displaystyle V,W\subseteq V\lor W}, así que, por la conclusión a la que acabamos de llegar, {\displaystyle p+(F+G+[{\vec {pq}}])\subseteq V\lor W}. Por lo tanto, hemos demostrado la igualdad entre conjuntos que buscábamos. {\displaystyle \quad \square } |

y esta es la forma que tienen en general las variedades lineales.

## Fórmula de Grassmann para variedades lineales
Si definimos la dimensión de una variedad lineal {\displaystyle V=p+F} como la dimensión de {\displaystyle F} ({\displaystyle {\text{dim }}F}), y consideramos las variedades lineales {\displaystyle V=p+F} y {\displaystyle W=q+G}, tenemos las siguientes igualdades:

1. Si {\displaystyle V\cap W\neq \emptyset },
| Demostración |
| El resultado es directo a partir de la fórmula de Grassmann para espacios vectoriales. Como {\displaystyle V\cap W\neq \emptyset }, por lo anterior, {\displaystyle V\cap W=a+(F\cap G),{\text{ con }}a\in V\cap W}. Así, por definición de dimensión de una variedad lineal y la fórmula de Grassmann para espacios vectoriales, tenemos que {\displaystyle {\text{dim }}(V\cap W)={\text{dim }}(F\cap G)={\text{dim }}F+{\text{dim }}G-{\text{dim }}(F+G)={\text{dim }}V+{\text{dim }}W-{\text{dim }}(F+G)} Como {\displaystyle V\cap W\neq \emptyset }, como hemos visto antes, {\displaystyle {\vec {pq}}\in F+G\Rightarrow V\lor W=p+(F+G+[{\vec {pq}}])=p+(F+G)\Rightarrow {\text{dim }}V\lor W={\text{dim }}(F+G).} Por tanto, {\displaystyle {\text{dim }}(V\cap W)={\text{dim }}V+{\text{dim }}W-{\text{dim }}(F+G)={\text{dim }}V+{\text{dim }}W-{\text{dim }}(V\lor W)\Rightarrow {\text{dim }}(V\lor W)={\text{dim }}V+{\text{dim }}W-{\text{dim }}(V\cap W),} como queríamos demostrar. {\displaystyle \quad \square } |

2. Si {\displaystyle V\cap W=\emptyset }, 
| Demostración |
| El resultado es directo a partir de la fórmula de Grassmann para espacios vectoriales. Por lo anterior, tenemos que {\displaystyle V\lor W=p+(F+G+[{\vec {pq}}])}, por lo que, por definición de dimensión de una variedad lineal y la fórmula de Grassmann para espacios vectoriales, {\displaystyle {\text{dim }}(V\lor W)={\text{dim }}(F+G+[{\vec {pq}}])={\text{dim }}(F+G)+{\text{dim }}([{\vec {pq}}])-{\text{dim }}((F+G)\cap [{\vec {pq}}])} Por otro lado, {\displaystyle V\cap W=\emptyset \Rightarrow {\vec {pq}}\not \in F+G\Rightarrow \alpha {\vec {pq}}\not \in F+G\quad \forall \alpha \in \mathbb {K} -\{0\}\Rightarrow (F+G)\cap [{\vec {pq}}]=\{0\}\Rightarrow {\text{dim }}((F+G)\cap [{\vec {pq}}])=0} Por tanto, de la primera igualdad obtenemos que {\displaystyle {\text{dim }}(V\lor W)={\text{dim }}(F+G)+{\text{dim }}([{\vec {pq}}])-{\text{dim }}((F+G)\cap [{\vec {pq}}])={\text{dim }}(F+G)+1-0=} {\displaystyle ={\text{dim }}F+{\text{dim }}G-{\text{dim }}(F\cap G)+1={\text{dim }}V+{\text{dim }}W+1-{\text{dim }}(F\cap G),} como queríamos demostrar. {\displaystyle \quad \square } |